# Hotel Palace (Zakopane)

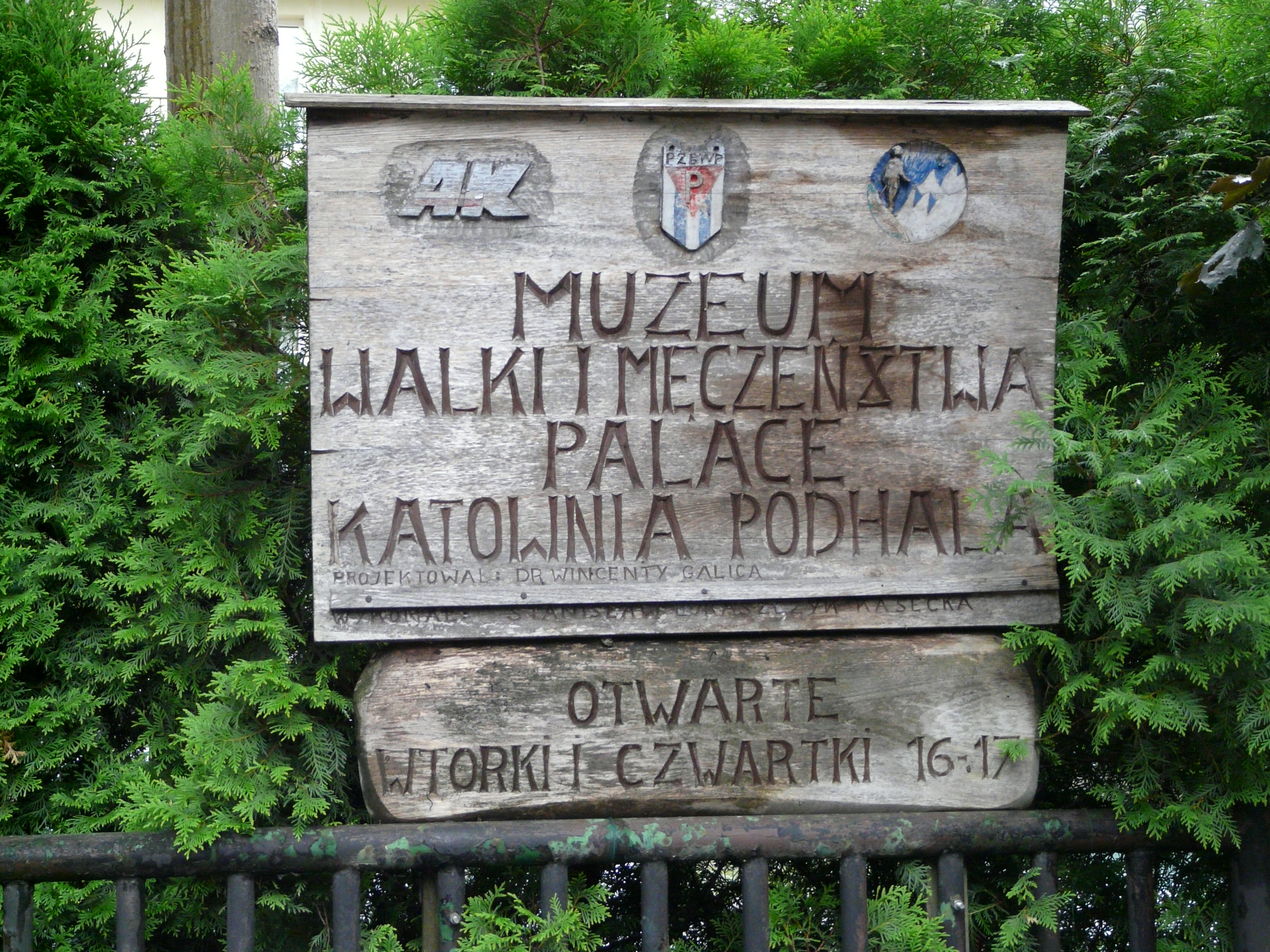
Informationsschild

Das Hotel Palace wurde 1930 in Zakopane erbaut. Nach dem Überfall auf Polen wurde von der Besatzungsmacht das Hotel übernommen. Es diente von Oktober 1939 bis Januar 1945 als Sitz der Gestapo und erlangte traurige Bekanntheit als „Folterkeller des Podhale“. Im Hotel wurden unter anderem Wincenty Galica, Bronisław Czech, Piotr Dańkowski, Ernest Durkalec, Franciszek Gajowniczek, Izydor Gąsienica-Łuszczek, Stanisław Marusarz sowie Helena Marusarzówna gefoltert. Insgesamt wurden in dem Gebäude etwa zweitausend Personen gefangen gehalten, von denen etwa vierhundert dort ermordet wurden. Wincenty Galica war 1994 Initiator der Gründung des Museums des Widerstands in dem Hotel. Auf den Kellerwänden des Hotels sind noch die Zeichnungen der Gefangenen erhalten.
Im Hotel Palace waren 32 Gestapo-Mitarbeiter stationiert, deren Zahl später auf 80 aufgestockt wurde.
- Kommandanten:
  - Robert Weißmann, SS-Hauptsturmführer (Nr. SS-5082, Nr. NSDAP 147 328), 1965 zu sieben Jahren Gefängnis in Freiburg verurteilt.
  - Richard Arno Sehmisch, SS-Hauptscharführer, 1965 zu viereinhalb Jahren Gefängnis in Freiburg verurteilt.
- Kommandantenstellvertreter:
  - Mertens, SS-Untersturmführer
- Weitere Mitarbeiter:
  - Rudolf Heinrich Bennewitz, SS-Hauptscharführer
  - Herbert Betscher, SS-Untersturmführer
  - Robert Kunisch, SS-Hauptscharführer
  - Hermann Proisky, SS-Hauptsturmführer
  - Robert Tischer, SS-Hauptsturmführer
  - Fritz Bayerlein, SS-Hauptsturmführer
  - Heinrich Meier, SS-Hauptsturmführer
  - Kurt Dreissig, SS-Hauptscharführer
  - Johann Wilsch, SS-Hauptscharführer
  - Bohm, SS-Hauptscharführer
  - Kurt Wulkau, SS-Hauptscharführer
  - Otto Gundlach
  - Hermann Hischy
  - Johann Rausch
  - Josef König, SS-Oberscharführer
  - Franz Victorini, SS-Oberscharführer
  - Martin Opitz, Kriminaloberassistent
  - Max Stevens, Kriminaloberassistent
  - Karl Nanen, Kriminaloberassistent
  - Fritz Wegner
  - Martin Schmidt
  - Franz Maywald
  - Karl Nolke, SS-Oberscharführer
  - Fritz Karhof
  - Wilhelm Schreder
  - Jürgens
  - Fritz Brunner
- Gefängniswärter
  - Walter Fiedler
  - Antoni Fielder
  - Franz Gold
  - Fritz Heidel
  - Adolf Weber
  - Erich Honig
- Übersetzer
  - Wiktor Blaude
  - Fritz Chmielewski
  - Joseph Dumaradzki
  - Roman Knieciński
  - Adolf Krupanek
  - Marian Mikus
  - Bruno Mazurkiewicz
  - Stompka
  - Sepp Rohl
  - Fritz Linder
- Verwaltungsbeamte
  - Otto Martin
  - Otto Renz
  - Erich Schiller
  - Johan Gerlach